# Moryzja jednokwiatowa
Moryzja jednokwiatowa (Morisia monanthos (Viv.) Asch.) – gatunek rośliny z rodziny kapustowatych. Jedyny przedstawiciel monotypowego rodzaju moryzja Morisia. Występuje na Korsyce i Sardynii w murawach piaszczystych oraz w miejscach skalistych na wysokościach do 1300 m n.p.m. Roślina uprawiana ze względu na oryginalny pokrój, wczesne i obfite kwitnienie oraz biologię rozsiewania podobną do orzecha ziemnego – dojrzewające strąki wciskane są w podłoże. Nazwa rodzajowa upamiętnia profesora botaniki z Turynu – Giuseppe Giacinto Morisa (1796–1869).

## Morfologia
PokrójBylina osiągająca do 2 cm (czasem 5 cm) wysokości, z głębokim korzeniem.
LiścieSkupione w rozetę przyziemną osiągającą do 15 cm średnicy. Podługowato-lancetowate i pierzastodzielne, z łatkami trójkątnymi. Blaszka ciemnozielona, nieco gruboszowata.
KwiatyPojedyncze na szczytach szypułek kwiatowych. Szypułki prosto wzniesione podczas kwitnienia osiągają do 2,5 cm wysokości. Kwiaty mają cztery zielone, wyprostowane i pozbawione woreczkowatych rozdęć działki kielicha. Cztery płatki korony są zwężone u nasady, żółte, osiągają po rozpostarciu 1,5 cm średnicy. Sześć pręcików, 4 z nich dłuższe. Słupek bez szyjki, z górną zalążnią.
OwoceRozwijają się pojedynczo na szypułach wydłużających się i zginających w dół podczas owocowania. Dwuczęściowa łuszczynka, w dolnej części kulista, otwierająca się dwoma klapkami i zawierająca 3–5 nasion. W części górnej jajowatostożkowata, do 3 mm długości, niepękająca, z 1–2 nasionami.

## Zastosowanie
Roślina uprawiana jako ozdobna w gruncie w strefach mrozoodporności 7 lub wyższych. W warunkach środkowoeuropejskich zalecana jest do uprawy w szklarniach.